# كورنيليوس تي. جوردن
كورنيليوس تي. جوردن هو سياسي أمريكي، ولد في 30 ديسمبر 1855 في ستونتون في الولايات المتحدة، وتوفي في 28 يناير 1924 في ميامي في الولايات المتحدة. نشط حزبياً في مستقل. وقد انتخب عضو مجلس ولاية فرجينيا ‏.